# Siracusia
La Siracusia (en grec antic: Συρακουσία) va ser una nau mercant de l'antiga Grècia pensada pel transport de mercaderies i passatgers, que pertanyia a la ciutat de Siracusa. Tenia 55 metres de llarg, 14 metres d'ample, 13 metres d'alçada i una capacitat de càrrega d'entre 1700 i 2000 tones.
La nau va ser encarregada a l'arquitecte naval Àrquies de Corint per ordre de Hieró II, però per la complexitat del disseny hi va intervindre Arquimedes, que la va acabar l'any 240 aC aproximadament. Posteriorment va fer cap a mans del rei Ptolemeu II d'Egipte i rebatejada amb el nom d'Alexandris. Es considera un dels vaixells més grans de l'antiguitat.
La nau tenia tres pals: pal major, messana i trinquet. A més, disposava de quatre àncores de fusta i vuit de ferro. Estava dissenyada amb gran luxe i podia portar fins a 600 persones. Tenia un jardí, una biblioteca, un gimnàs, una sauna i un petit temple dedicat a Afrodita, protectora dels mariners i dels viatgers per mar. Els nivells superiors estaven reservats als passatgers i els inferiors a la tripulació i als soldats. Arquimedes hi va instal·lar el seu caragol sense fi per treure l'aigua que es pogués filtrar per les juntures de la nau i omplir la sentina.
Ateneu de Nàucratis, escriptor grec de finals del segle ii, fa una detallada descripció de la nau que pren d'una obra perduda de Mosquió, un escriptor del segle iii aC, que diu que a la proa la nau duia una gran catapulta i la coberta superior del vaixell, més ampla que la resta de l'estructura, era sostinguda per atlants tallats en fusta, i a més hi havia decoracions de marbre i marfil. El terra dels espais públics tenia paviments de mosaic que representaven la Ilíada.